# Nothroctenus
Nothroctenus is een geslacht van spinnen uit de  familie van de Ctenidae (kamspinnen).

## Soorten
- Nothroctenus bahiensis Mello-Leitão, 1936
- Nothroctenus fuxico Dias & Brescovit, 2004
- Nothroctenus lineatus (Tullgren, 1905)
- Nothroctenus marshi (F. O. P.-Cambridge, 1897)
  - Nothroctenus marshi pygmaeus Strand, 1909
- Nothroctenus omega (Mello-Leitão, 1929)
- Nothroctenus sericeus (Mello-Leitão, 1929)
- Nothroctenus spinulosus (Mello-Leitão, 1929)
- Nothroctenus stupidus Badcock, 1932